# Boris Butoma
Boris Jewstafjewicz Butoma (ros. Борис Евстафьевич Бутома, ur. 28 kwietnia?/11 maja 1907 w Pietrowsku (obecnie Machaczkała), zm. 11 lipca 1976 w Moskwie) – radziecki polityk, Bohater Pracy Socjalistycznej (1959).

## Życiorys
Urodzony w rodzinie ukraińskich mieszczan, początkowo pracował jako ślusarz w stoczni w Sewastopolu, w 1936 ukończył Leningradzki Instytut Okrętownictwa jako inżynier mechanik. Od 1928 członek WKP(b), w latach 1936–1944 pracował w stoczni we Władywostoku, w latach 1944–1948 pracował w stoczni w Zielenodolsku, następnie w Ministerstwie Przemysłu Stoczniowego ZSRR. Od lipca 1948 szef Departamentu 3, od września 1949 Departamentu 9 Ministerstwa Przemysłu Stoczniowego ZSRR, między 1952 a 1953 i w latach 1954–1957 był wiceministrem przemysłu stoczniowego ZSRR, od marca 1953 do kwietnia 1954 szef 4 Głównego Zarządu Ministerstwa Budowy Maszyn Transportowych i Ciężkich ZSRR. Od 14 grudnia 1957 do 13 marca 1963 przewodniczący Państwowego Komitetu Rady Ministrów ZSRR ds. Budowy Okrętów w randze ministra ZSRR, od 13 marca 1963 do 2 marca 1965 przewodniczący Państwowego Komitetu ds. Budowy Okrętów ZSRR w randze ministra ZSRR, od 2 marca 1965 do 11 lipca 1976 minister przemysłu stoczniowego ZSRR. Od 1961 zastępca członka, a od 1966 członek KC KPZR. Deputowany do Rady Najwyższej ZSRR od VI do IX kadencji. Pochowany na Cmentarzu Nowodziewiczym.
5 maja 1982 we Władywostoku odsłonięto jego pomnik. Jego imieniem nazwano prospekty i ulice w kilku miastach.

## Odznaczenia i nagrody
- Złoty Medal „Sierp i Młot” Bohatera Pracy Socjalistycznej (23 lipca 1959)
- Order Lenina (pięciokrotnie - 23 lipca 1959, 17 czerwca 1961, 28 kwietnia 1963, 30 kwietnia 1967 i 25 października 1971)
- Order Czerwonego Sztandaru Pracy (dwukrotnie - 1945 i 25 lipca 1966)
- Medal „Za pracowniczą dzielność” (9 października 1952)
- Medal „Za pracowniczą wybitność”
- Nagroda Leninowska (1974)
- Nagroda Stalinowska (1949)

Oraz medale ZSRR i ordery zagraniczne.